# Lagen om korresponderande tillstånd
Lagen om korresponderande tillstånd säger att alla gaser uppför sig likadant om de jämförs i reducerade enheter. Med reducerade enheter menas att de delas med mätvärdet för respektive enhet vid den kritiska punkten för gasen ifråga. Det är alltså tryck, volym och temperatur som avses. En möjlig fysikalisk tolkning är att de enheter som används för att mäta tryck, temperatur och volym är godtyckliga, medan gaserna bara "känner till" i vilket tillstånd de befinner sig jämfört med den kritiska punkten. Redlich-Kwongs ekvation och Van der Waals lag följer lagen om korresponderande tillstånd.